# Língua dálmata
A língua dálmata ou dalmática é um idioma românico  extinto, considerado por alguns linguistas como a ponte entre o italiano e o romeno e o representante de um conjunto de línguas românicas que se perderam.
Era falada ao longo da costa da Dalmácia e distinguiam-se dois dialetos principais:
- o setentrional (também dito velhoto);
- o meridional.

O último falante do dialeto setentrional, Tuone Udaina, foi entrevistado no fim do século XIX pelo linguista Matteo Bartoli, que estudou o dialeto e publicou um trabalho a respeito em alemão, Das Dalmatische.
Hoje, a palavra dálmata designa o dialeto croata também chamado čakaviano-ikaviano, falado na Dalmácia que compreende muitas palavras italianas e alemãs. Este dialeto e a original língua dálmata (chamada dalmático) não devem ser confundidos entre si, posto que não há ligação alguma entre os dois.

## História
Na costa da Dalmácia, especificamente nas ilhas Krk, Cres e Rab e, mais ao sul, ao largo da costa adriática da Croácia, pelo menos nas populações de Zadar, Trogir, Split e Dubrovnik (e possivelmente em mais alguma), assim como em Kotor (Montenegro), falou-se uma língua romance que no século XVI era a língua oficial em Ragusa (Dubrovnik), antes do servo-croata se impor definitivamente.
Não se sabe até que ponto essa língua era diferente da língua de Veneza e as únicas evidências que restaram da língua são os do último falante da mesma, Tuone Udaina "Burbur", morto em 10 de junho de 1898 aos 77 anos por uma explosão na ilha de Krk, na costa da Ístria, que havia aprendido a língua ouvindo-a de seus pais, que a usavam de forma secreta. O linguista Matteo Giulio Bartoli, que o havia visitado em 1897, anotou alguns milhares de palavras diretamente dos lábios de Burbur (relatos de sua própria vida e de sua gente, anedotas, canções, listas de palavras e frases) e, posteriormente, os uniu junto à sua tradução ao italiano em seu livro (em 1906), o que adicionou grande quantidade de informação sobre todo o conhecimento acerca da história da língua e um enfoque de sua fonologia, gramática e léxico.
O problema é que devido ao contato de Burbur com friulanos e venezianos deixa uma sombra de dúvida a respeito da genuinidade de seu conhecimento da língua, além do que no momento da investigação ele havia perdido os dentes, o que não assegura uma pronúncia perfeita das palavras.
Não obstante, há algumas evidências antigas da língua, ainda que muito pobres e escassas e nenhuma com valor literário. Em um testamento do século X, recolhido por Giovanni Lucio em sua Historia di Dalmazia el in particolare di Traù, Spalato e Sebenico (Veneza, 1674), são encontrados alguns elementos dálmatas, mas o texto está redigido em latim na sua totalidade.
Em um inventário ragusano de 1280 há numerosas palavras de caráter notadamente dalmático, mas se trata de uma lista de palavras isoladas do tipo: mataraço I bono fornit coltreçca I. cactali II forniti para de linçoli III noua et linçol I plumato, etc. Os mais antigos textos orgânicos do dálmata são duas cartas zaratinas do século XIV (1325 e 1397).
Na primeira, um certo Trodu de Fomat de Zara se dirige ao honorável Ser Pon, chanceler de Ragusa, para defender a seu filho Francisco, que havia sido convocado ante o tribunal de Ragusa por uma pretensa dívida. Eis aqui os primeiros parágrafos:
A ser Pon unuriuol canceler de Ragusa, Todru de Fomat d'Çara saluduui cun oni uostro unur. A mi fo ditu qui lu frar d'maistru Nicola Murar si dimanda rasun nanti la curti de Ragusa contra Franciscu, meu fiol de s. XX de g'r li qual auia dat maistru Nicola a Franciscu p. dur li a mi. Undi posu dir cun oni uiritat quil ar frar de maistru Nicola num fe-ço quil diuia e fe vilania a far tal dimandasun a Fraticiscu: qui plu unur era so di mandar a mi una litera dimandandumi qui e di quili s. XX d'g'r, quil manda maistru Nicola p. Franciscu, e s-eu nu li auisi ditu la uiritat, poi nu ti mancaua a di(man)dar d'Fraticiscu. Ma eu si lu do a sauir a uoi… 
Na segunda carta, de 1397, enviada de Ancona a Zara  (atual Zadar), o texto é mais claro. Eis a reprodução total abaixo:
Al nome de Diu amen; 1397 de lulu. Item anchora facuue a sauiri ch'eu 'n uiaiu (che nu iaiu) sichirisi per fortuna in Anchona. Pare me charisimu facuue a sauiri che parun del nauiliu Aligiritu non é pagatu del nolu, perchì non potì chatar di.nari di pagar lu nolu, salu' àno abudi duhati in pireçencia di Polu Dobirovacu. Saldada la raçun in pireçencia di Polu Dobirovacu, resta-i dar duchati X: pireguue daçi tigi. Vostiru fiol Firancisch saluta in Anchona. A Ser Cholane de Fanfona, dada a Çara. 

## Características
Por um tempo supôs-se que o dalmático fosse a ligação que faltava entre o romeno e o italiano, mas efetivamente parece mais semelhante a outras línguas românicas ocidentais do que ao romeno, e só parece ter algum vínculo com o istrorromeno, falado na península da Ístria, hoje na Croácia.
É interessante notar como o dalmático mantivera as palavras latinas relativas à vida urbana, diferente do romeno que as perdera. Supõe-se que a população dálmata houvesse tido uma vida urbana bastante ativa, enquanto que os romenos foram obrigados a fugir para as montanhas durante a grande migração da Idade Média.

## Dados
As referências à existência da língua aparecem a partir do século X e se acredita que houve um tempo que cerca de 50 mil pessoas a falavam.

## Dialetos
Muito pouco ou nada se sabe sobre a maioria das variedades dialetais do dalmático, exceto por uns poucos préstimos procedentes dos dialetos croatas da região. Há evidências que falam de dois dialetos separados no tempo por mais de 500 anos:
- Meridional, com frequência denominado “ragusano” (do nome italiano de Dubrovnik, Ragusa), é conhecido graças a uns poucos textos breves, entre eles as duas cartas de 1325 e 1397 respectivamente e um grupo de textos medievais em uma língua que não é puramente dalmática, sendo que reflete uma clara influência do dialeto veneziano. Estes textos extão recolhidos em Bartoli junto com quatro palavras do dalmático (pen "pão", eta "pai", chesa "casa", fachir "fazer") citadas pelo italiano Filippo Diversi (diretor de uma escola em Dubrovnik na década de 1430), além de umas poucas palavras e frases procedentes de outras fontes. O fato de que em 1472 o senado da cidade-Estado de Ragusa decidir que a partir dessa data os debates se desenvolveriam exclusivamente na língua veteri ragusea (ragusano antigo), assim como a proibição do uso do eslavo (lingua sclava), isto é, o croata, parece indicar que a língua ainda estava viva e que também se sentia ameaçada. É provável que em Dubrovnik e em algumas cidades vizinhas onde a língua havia resistido até esta data, ela desapareceria no decorrer do [[século XVI.
- Setentrional, frequentemente conhecido como “veglioto”, derivado do nome italiano (Veglia) da ilha de Krk, no norte do mar Adriático, na frente da costa oriental da península de Ístria, está relativamente bem documentado.

## O Pai Nosso em diversas línguas da Dalmácia

### Quadro comparativo entre algumas línguas românicas
A seguir, compara-se a oração do Pai Nosso em cinco línguas neolatinas: português, dalmático, italiano,  istrorromeno,  romeno.
| Português                                               | Dalmático                                                 | Italiano                                               | Istrorromeno                                      | Romeno                                                  |
| ------------------------------------------------------- | --------------------------------------------------------- | ------------------------------------------------------ | ------------------------------------------------- | ------------------------------------------------------- |
| Pai nosso, que estais no Céu,                           | Tuota nuester, che te sante intel sil,                    | Padre nostro, che sei nei cieli,                       | Ciace nostru car le şti en cer,                   | Tatăl nostru care eşti în ceruri,                       |
| Santificado seja o Vosso nome.                          | Sait santificuot el naun To.                              | Sia santificato il Tuo nome.                           | Neca se sveta nomelu Teu.                         | Sfiinţească-Se numele Tău.                              |
| Venha a nós o Vosso reino.                              | Vigna el raigno To.                                       | Venga il Tuo regno.                                    | Neca venire craliestvo To.                        | Vie Împărăţia Ta.                                       |
| Seja feita a Vossa vontade, assim na Terra como no Céu. | Sait fuot la voluntuot Toa, coisa in sil, coisa in tiara. | Sia fatta la Tua volontà, come in cielo così in terra. | Neca fie volia Ta, cum en cer, aşa şi pre pemint. | Facă-se voia Ta, precum în cer, aşa şi pe pământ.       |
| Dai-nos hoje o pão nosso de cada dia.                   | Duote costa dai el pun nuester cotidiun.                  | Dacci oggi il nostro pane quotidiano                   | Pera nostre saca zi de nam astez.                 | Pâinea noastră cea de toate zilele dă-ne-o nouă astăzi. |
| E perdoai as nossas ofensas                             | E remetiaj le nuestre debete,                             | E rimetti a noi i nostri debiti,                       | Odproste nam dutzan,                              | Şi ne iartă nouă păcatele noastre,                      |
| Assim como nós perdoamos a quem nos tem ofendido.       | Coisa nojiltri remetiaime a i nuestri debetuar.           | Come noi li rimettiamo ai nostri debitori.             | Ca şi noi odprostim a lu nostri dutznici.         | Precum şi noi iertăm greşiţilor noştri.                 |
| E não nos deixeis cair em tentação,                     | E naun ne menur in tentatiaun,                            | E non ci indurre in tentazione,                        | Neca nu na tu vezi en napastovanie,               | Şi nu ne duce pe noi în ispită,                         |
| Mas livrai-nos do mal.                                  | Miu deleberiajne dal mal.                                 | Ma liberaci dal male.                                  | Neca na zbăveşte de zvaca slabe.                  | Ci ne mântuieşte de cel rău.                            |

## Declaração dos Direitos Humanos
Toče le kratóire umuone sant naskóite líbere e konpagne in dińgnitut e dirit.  Le sant dotuote de rasaune e de kosiansia e le du konporturse le joine kole jultre int-el spírit de la frateluanza.

## Canção de Verzelot - Amura amure
amura amure blai che se prendaimo se no avaime rauba stentaraime se no avraime kuza ne kuzeta noi do furme la vaita benedata
ju aivenut de nuf in sta konstruta ju vila mur la puarta inseruta ruta. amura amure blai che se prendaimo se no avaime rauba stentaraime se no avraime kuza ne kuzeta noi do furme la vaita benedata
E di la mundi sula balkonuta zio ke potaja favlur kola maja inamuruta ruta. amura amure blai che se prendaimo se no avaime rauba stentaraime se no avraime kuza ne kuzeta noi do furme la vaita benedata
amura amure blai che se prendaimo se no avaime rauba stentaraime se no avraime kuza ne kuzeta noi do furme la vaita benedata

## Tentativas de revitalização
Desde o início do Predefinição:Século 21, alguns entusiastas tentaram revitalizar o dálmata (dialeto Vegliota) através da rede.